# Carl Zandt von Merl
Carl (auch Karl) Emmerich Joseph Freiherr Zandt von Merl (* 1690 auf Burg Grimburg; † 1754) war ein deutscher Unternehmer, kurtrierischer Amtmann in Grimburg sowie Begründer der Linie Zandt von Merl zu Münchweiler.

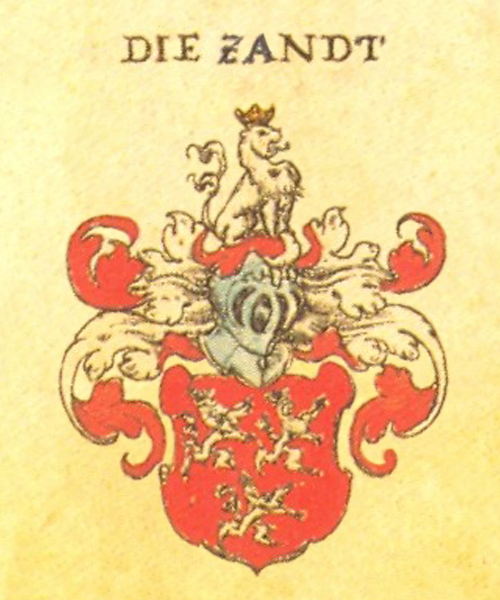
Wappen der Zandt von Merl (Siebmacher)

## Leben

### Herkunft und Familie
Carl  Zandt von Merl entstammte dem Adelsgeschlecht Zandt von Merl, das auf Vögte bzw. Erbvögte aus Merl zurückgeführt und urkundlich erstmals  1120 erwähnt wird. Über Jahrhunderte waren Mitglieder der Familie Erbvögte der Trierer Kurfürsten und der Sponheimer Grafen und trugen ihre Güter zu deren Lehen. Das Geschehen an der Mittelmosel wurde weitgehend von der Familie Zandt von Merl geprägt. Seine Eltern waren Ferdinand Ludwig von Merl zu Lissingen (1648–1711), seine Mutter die Freiin Maria Claudia von Ahr zu Antweiler.
1719 heiratete er in Weiskirchen Maria Anna von Britzke. Sie war das einzige Kind des kurfürstlichen Amtmanns Karl Kaspar von Britzke († 1742) und dessen Ehefrau Dorothee Franziska von Metzenhausen. Marias Großvater Carl Friedrich von Britzke (Kommandant von Trier; † 1687) hatte Weiskirchen Mitte des 17. Jahrhunderts von den Gebrüdern von Hagen käuflich erworben. So wurde sie Erbin des kurtrierischen Lehens von Weiskirchen.
Aus der Ehe gingen sechs Kinder, vier Töchter und zwei Söhne hervor. Davon verstarben im frühen Kindesalter zwei Töchter und ein Sohn. Ihr Sohn Franz Georg (1723–1785) wurde Erbe und Nachfolger im Amt.

### Wirken
1724 gründete Carl mit Hilfe und Unterstützung seiner wohlhabenden Ehefrau in Münchweiler eine Eisenhütte mit vier Wasserrädern und zwei Schmelzöfen, die 1736 auf seinem freiadligen Rittergut in Betrieb ging. Im September 1742, nachdem er am  2. Mai 1742  mit der Ernennung durch den Kurfürsten Franz Georg von Schönborn die Nachfolge seines verstorbenen  Schwiegervaters Karl Kaspar von Britzke als Amtmann zu Grimburg angetreten hatte, verpachtete er mit einer Laufzeit bis 1751 das Werk an ein Konsortium. 1757 wurde der Vertrag erneut verlängert, bis am 23. April 1757 sein Sohn Franz Georg die Eisenwerke in eigener Regie  übernahm.

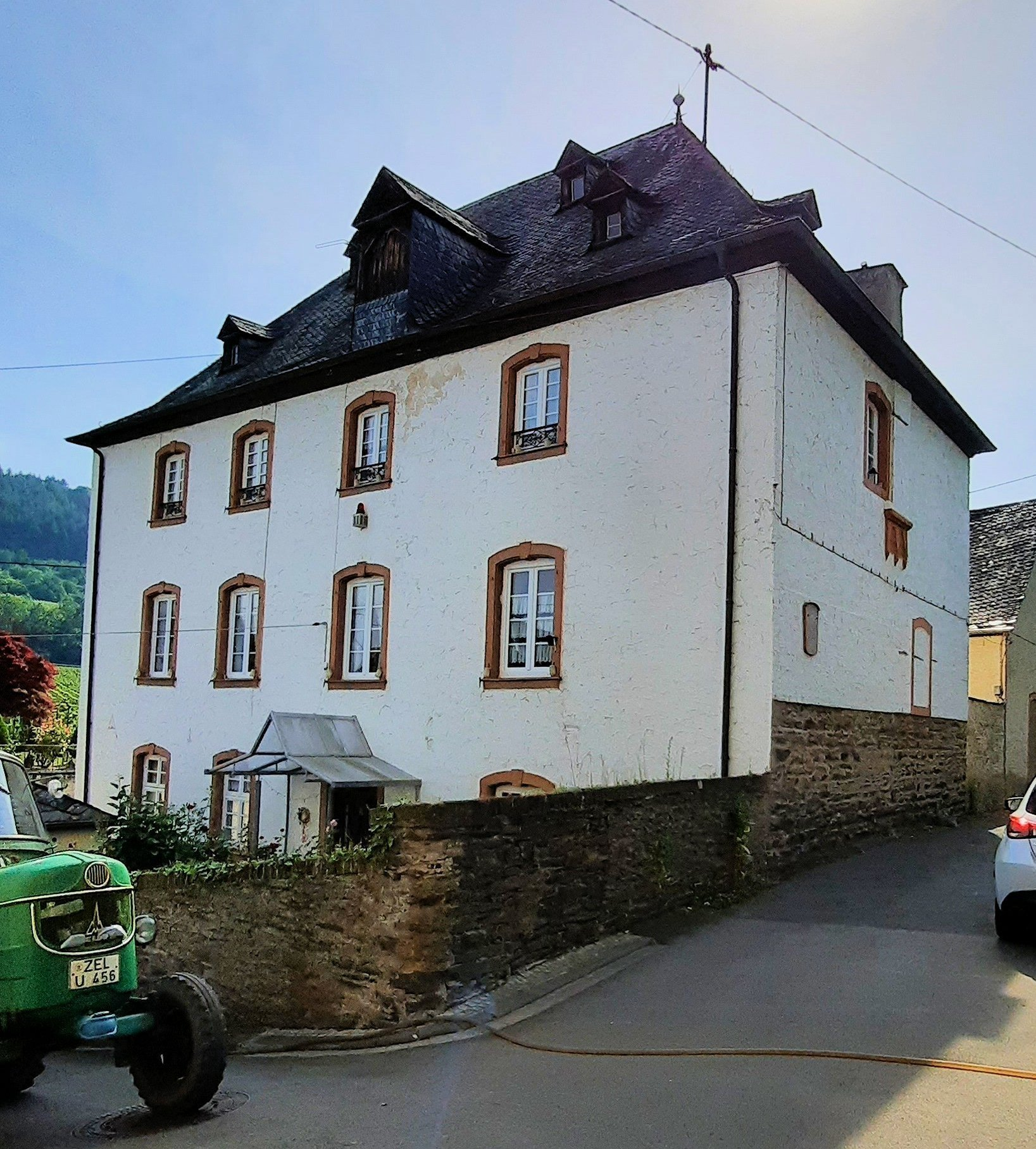
Burg- (Stammhaus) der Zandt von Merl

Carl blieb bis zu seinem Tod im Amt.